# باتريك ماثيوز
باتريك ماثيوز (بالإنجليزية: Patrick Matthews)‏ هو موسيقي أسترالي، ولد في 29 نوفمبر 1975.

## وصلات خارجية
- باتريك ماثيوز على موقع ميوزك برينز (الإنجليزية)
- باتريك ماثيوز على موقع ديسكوغز (الإنجليزية)